# Schacholympiade 2022

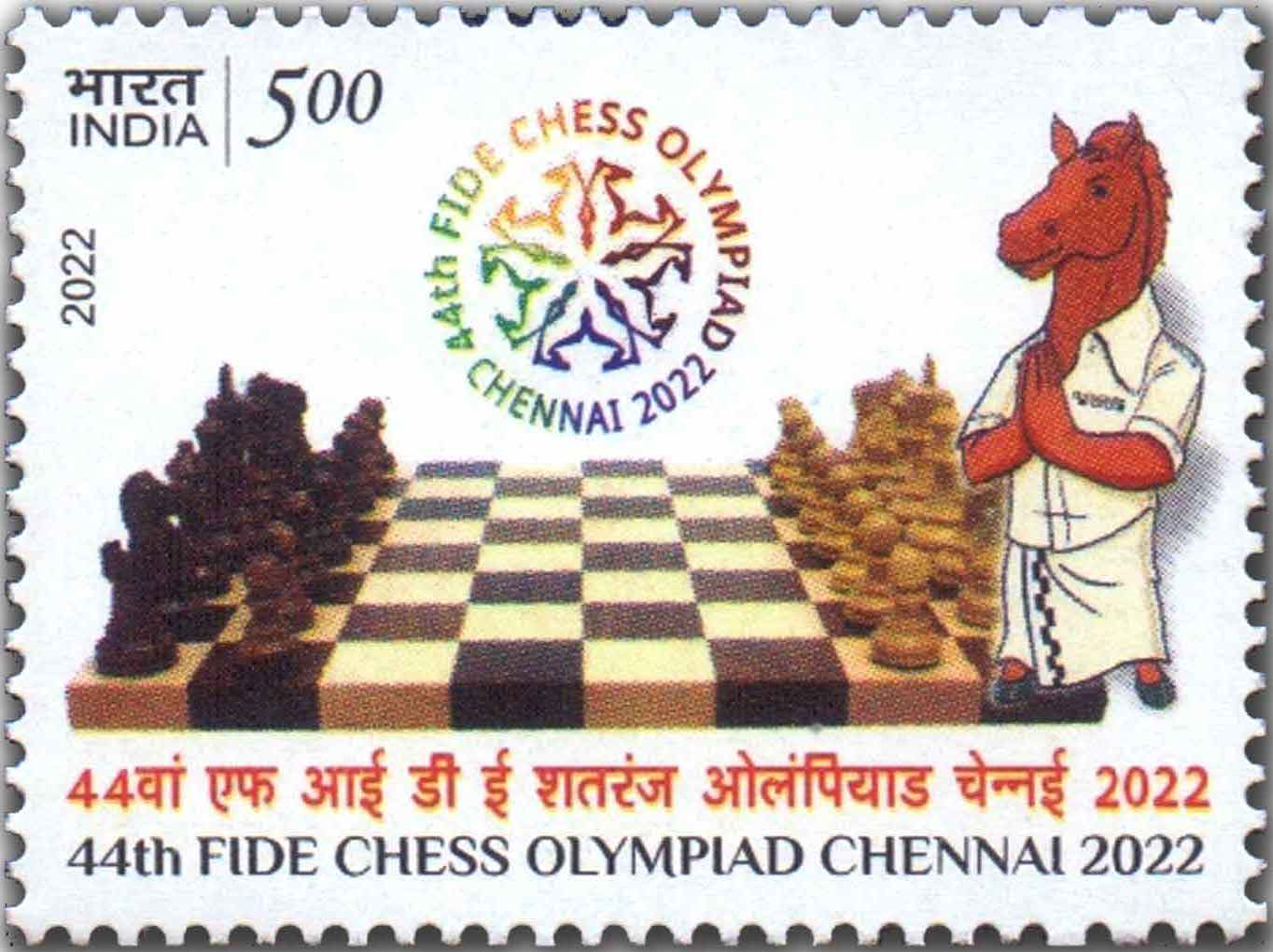
Indische Briefmarke zur Schacholympiade 2022

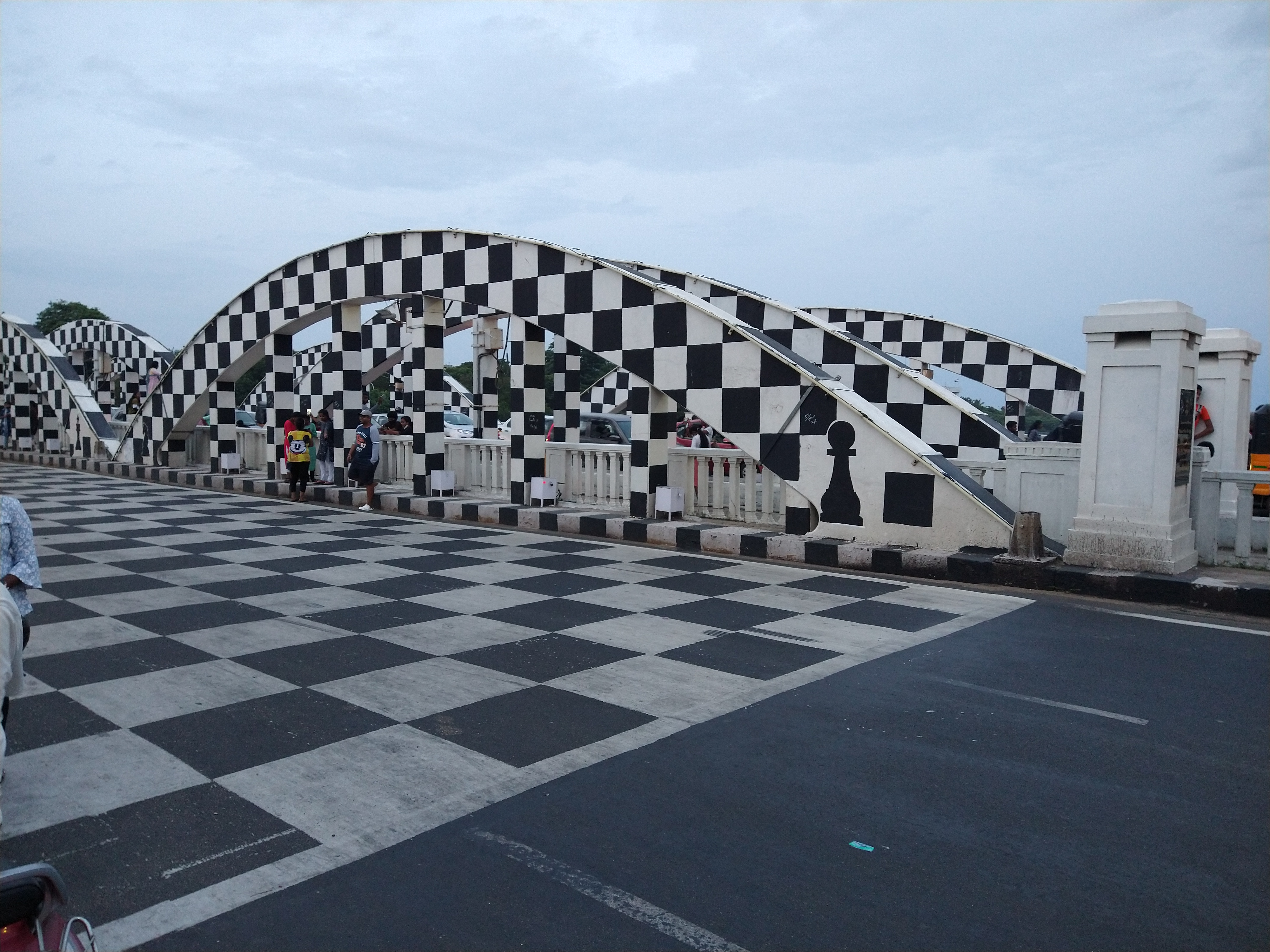
Napier Bridge in Chennai im Schachbrettmuster

Die Schacholympiade 2022 war ein Mannschaftsturnier im Schach, das vom 28. Juli bis zum 10. August 2022 in Mamallapuram, einer kleinen Stadt nahe Chennai (Indien), ausgetragen wurde.
Es war die 44. Schacholympiade des Weltschachbundes FIDE.
Ursprünglich sollte das Turnier 2020 in Chanty-Mansijsk stattfinden, wurde dann pandemiebedingt auf 2022 verschoben und nach Moskau verlegt. Schließlich wurde die Olympiade aufgrund des russischen Überfalls auf die Ukraine kurzfristig von Chennai übernommen. Da über Chennai Anfang Juli eine Hitzewelle ausbrach, die vor allem für europäische Teilnehmer erhebliche Probleme – auch gesundheitlicher Art – darstellen würde, gab es eine erneute Verlegung in den nahe gelegenen Küstenort Mamallapuram. In der öffentlichen Wahrnehmung blieb es bei der Benennung von Chennai als Austragungsort.

## Beteiligung

### Teilnehmende Mannschaften, Debütanten
Am Offenen Turnier nahmen 186 Mannschaften teil, am Turnier der Damen 159. Damit wurde in beiden Turnieren ein Beteiligungsrekord erreicht. Das Gastgeberland Indien startete in beiden Turnieren mit je drei Teams.
Ihr Olympiadedebüt gaben beim Offenen Turnier die Mannschaften aus Äquatorial-Guinea, von den Cayman-Inseln, aus Dominica, von den Komoren, aus Laos, dem Niger, aus St. Kitts und Nevis, aus St. Lucia, aus St. Vincent und den Grenadinen und aus dem Tschad.
Im Turnier der Frauen gab es sogar 19 erstmals angetretene Teams: Andorra, Bahrain, Bhutan, Dschibuti, Eritrea, Haiti, Jersey, Kap Verde, die Komoren, Laos, Liberia, Mali, Myanmar, Oman, Osttimor, Saudi-Arabien, Somalia, Südsudan, und Zypern.
Im offenen Turnier spielen in der Regel komplette Männermannschaften. Diesmal waren allerdings auch hier 13 Frauen aufgeboten, was einen neuen Rekord bedeutete. Je zwei Frauen standen in den Teams von Luxemburg (Elvira Berend und Fiona Steil-Antoni) sowie der Britischen Jungferninseln.

### Fehlende Mannschaften und Spieler
Die Mannschaften von Russland und Belarus wurden wegen des Überfalls auf die Ukraine vom Turnier ausgeschlossen.
China als Titelverteidiger beider Turniere hat offenbar aufgrund der COVID-19-Pandemie nicht gemeldet. Aus dem Kreis der Länder mit nennenswerter Schachtradition fehlte darüber hinaus Bosnien-Herzegowina.
Ferner fehlten die international besetzten Auswahlmannschaften der von der FIDE anerkannten Schach-Weltverbände für Menschen mit bestimmten körperlichen Einschränkungen. Für sie wurde Anfang 2023 in Belgrad die erste Chess Olympiad for people with disabilities (Schacholympiade für Menschen mit Behinderungen) ausgetragen.
Einige afrikanische Mannschaften trafen verspätet ein und nahmen das Turnier entsprechend später auf, so die Elfenbeinküste und Lesotho erst zur vierten Runde. Gambia meldete seine Mannschaften nach der neunten Runde vom weiteren Turnierverlauf ab.
Die bereits angereisten Mannschaften aus Pakistan zogen ihre Teilnahme zurück, weil in der Vorbereitung der Olympiade ein Fackelstaffellauf auch durch die zwischen Indien und Pakistan umstrittene Kaschmir-Region geführt hatte.
Aus unterschiedlichen Gründen verzichteten mehrere Spieler der Weltklasse auf die Teilnahme, u. a. Hikaru Nakamura (USA), Alireza Firouzja und Maxime Vachier-Lagrave (beide Frankreich), Richárd Rapport (Ungarn, wechselte ab September 2022 zum rumänischen Verband), Viswanathan Anand (Indien) oder Teymur Rəcəbov (Aserbaidschan).

## Austragungsmodus
Beide Turniere fanden über je elf Runden nach Schweizer System statt. Nach der sechsten Runde gab es am 3. August den einzigen Ruhetag.

### Bedenkzeit
Die Bedenkzeit betrug 90 Minuten für 40 Züge plus 30 Minuten für den Rest der Partie. Vom ersten Zuge an erhielten die Spieler 30 Sekunden Zuschlag pro Zug.

### Wertung
Für einen Sieg gab es zwei Mannschaftspunkte, bei einem Unentschieden je einen für jedes Team. Spielfrei ausgeloste Mannschaften wurden mit einem Mannschaftspunkt und zwei Brettpunkten gewertet. Ein kampfloser Sieg gegen eine zugeloste, aber nicht angetretene Mannschaft brachte hingegen zwei Mannschafts- und vier Brettpunkte.
Bei Punktgleichheit der Mannschaftspunkte entschied zuerst die Olympiade-Sonneborn-Berger-Wertung, dann die Anzahl der Brettpunkte. Wären alle diese Wertungen zwischen zwei Mannschaften gleich gewesen, hätte schließlich die Olympiade-Buchholz-Wertung entschieden.

## Turnierverlauf

### Offenes Turnier
|   | a | b | c | d | e | f | g | h |   |
| 8 |   |   |   |   |   |   |   |   | 8 |
| 7 |   |   |   |   |   |   |   |   | 7 |
| 6 |   |   |   |   |   |   |   |   | 6 |
| 5 |   |   |   |   |   |   |   |   | 5 |
| 4 |   |   |   |   |   |   |   |   | 4 |
| 3 |   |   |   |   |   |   |   |   | 3 |
| 2 |   |   |   |   |   |   |   |   | 2 |
| 1 |   |   |   |   |   |   |   |   | 1 |
|   | a | b | c | d | e | f | g | h |   |

Weiß hat gerade auf e4 einen Bauern geschlagen.
Hätte Schwarz dieses Opfer angenommen, wäre er nach weiteren Opferzügen mattgesetzt worden:
19. … dxe4(?) 20. Dxf7+!! Kxf7 21. Lc4+ Kf6
22. Sxe4+ Kf5 23. g4+! Kxe4 24. Te1+ Kf3 25. Ld5# oder Te3#

Alle schwarzen Züge waren nach Annahme des Turmopfers erzwungen.
In den ersten sechs Runden bis zum Ruhetag gab es nur wenige Überraschungen. Als einzige Mannschaft mit 12:0 Punkten lag der dreimalige Olympiadesieger Armenien an der Spitze. Mit 11:1 Zählern folgten die als Nummer 1 gesetzten US-Amerikaner, die in Runde 4 gegen Usbekistan unentschieden gespielt hatten, als Fabiano Caruana gegen Nodirbek Abdusattorov unterlag. Es folgten elf Mannschaften mit je 10:2 Punkten, darunter alle drei Mannschaften des Gastgeberlandes. In dieser Gruppe befand sich auch die Auswahl des Deutschen Schachbundes. Sie hatte fünfmal gewonnen und überraschend gegen Österreich verloren, war bislang noch nicht auf absolute Topgegner getroffen. Aus den Top Ten der Setzliste fehlten in der absoluten Spitze England, Spanien, die Ukraine und Aserbaidschan (alle 9:3 Punkte), sowie die an Nummer 3 gesetzten Norweger (7:5 Punkte). Bei den Norwegern resultierte die hohe Setzlistenposition allerdings vor allem aus der sehr hohen Elo-Zahl von Weltmeister Magnus Carlsen.
Im Spitzenspiel der 7. Runde trennten sich Armenien und die USA nach turbulentem Verlauf unentschieden, wobei GM Wesley So gegen GM Hrant Melkumjan mit einer sehr schönen Falle gewann. Melkumjan nahm das Turmopfer nicht an, stand dann aber schnell auf Verlust (s. nebenstehenden Auszug). Ein kurioser Fehler unterlief Samuel Shankland gegen Robert Howhannisjan. In einer ausgeglichenen Stellung hatte Shankland sicher mit einem Schachgebot des Gegners gerechnet und sofort seinen König in die Hand genommen, um dem Schachgebot auszuweichen. Howhannisjan hatte aber einen anderen Zug gemacht. Nach der Berührt-geführt-Regel hätte Shankland nun mit dem König ziehen müssen. Da aber der einzig regelkonforme Königszug zum Verlust geführt hätte, gab Shankland auf. Im Duell des indischen A-Teams und der eigenen dritten Mannschaft siegten die Favoriten sicher mit 3:1. Die Verfolgergruppe mit einem Punkt Rückstand auf Armenien bildeten weiterhin die USA, sowie die erste und zweite indische Mannschaft, Deutschland (Sieg gegen Serbien), Kasachstan und Usbekistan.
In Runde 8 verteidigten die Armenier ihre Führung durch einen Sieg gegen Indien A. Mit einem Punkt Rückstand folgten nun Usbekistan (Sieg gegen Deutschland) und Indiens B-Mannschaft. Mit seinem Sieg gegen Fabiano Caruana sicherte der 16-jährige Dommaraju Gukesh dem jungen indischen Team ein 3:1 gegen die USA und gewann damit alle bisher gespielten acht Partien. Mit jeweils 13:3 Punkten folgten der Iran, die Niederlande und Aserbaidschan.
Wachablösung in Runde 9: Usbekistan bezwang Armenien durch Siege an den hinteren Brettern mit 3:1. Indien B trennte sich von Aserbaidschan unentschieden, wobei Gukesh erstmals einen halben Punkt abgab. Usbekistan war damit Tabellenführer bei 16:2 Punkten. Die indische B-Mannschaft und der entthronte Spitzenreiter Armenien folgten in der Tabelle mit 15:3 Punkten vor einer größeren Verfolgergruppe, die bei 14:4 Zählern ebenfalls noch Medaillenchancen geltend machen konnte.
Am vorletzten Tag erreichte Usbekistan ein glückliches 2:2 gegen die indische B-Mannschaft. Der bis dahin überragend spielende Gukesh konnte gegen Schnellschach-Weltmeister Nodirbek Abdusattorov zunächst seine klar vorteilhafte Stellung nicht verwerten und stellte dann in bereits leicht nachteiliger Stellung eine Figur ein. Armenien besiegte Aserbaidschan mit 3:1 und schloss damit zu den Usbeken auf. Einen Punkt zurück folgten die erste und zweite indische Mannschaft sowie das Team der USA. Weitere sechs Mannschaften hatten mit 15:5 Punkten zwar kaum noch Medaillenambitionen, kamen aber für Spitzenplatzierungen in Frage. Darunter befand sich auch die deutsche Mannschaft.
In der letzten Runde ließen die Spitzenreiter nichts mehr anbrennen. Sowohl Armenien als auch Usbekistan gewannen ihre Spiele mit 2,5:1,5 (gegen Spanien bzw. die Niederlande). Beide hatten in je einer Partie frühzeitig klaren Vorteil und konnten die übrigen Partien ohne großes Risiko spielen. Der für Spanien spielende Alexei Schirow übersah bei einem interessanten Qualitätsopfer einen Zwischenzug, wonach Armenien schnell auf der Siegerstraße war. Doch auch Usbekistan konnte früh mit einem Punkt von Jahongir Vakhidov planen. Somit stand Usbekistan aufgrund der klar besseren Feinwertungen als Olympiadesieger und Armenien als Zweitplatzierter fest. Indiens junge B-Mannschaft besiegte Deutschland mit 3:1 und sicherte sich Bronze vor dem eigenen A-Team, welches im Duell der beiden Top-Gesetzten gegen die USA 2:2 spielte. Die USA belegten somit Platz 5 vor der Überraschungsmannschaft aus der Republik Moldau. Die Moldauer hatten schon in Runde 2 gegen Indien verloren, blieben dann aber ungeschlagen und rollten das Feld von hinten auf, besiegten u. a. Georgien, Rumänien, Norwegen (mit Weltmeister Magnus Carlsen) und zuletzt England.

### Frauenturnier
Spitzenreiter im Frauenturnier war nach sechs Runden Gastgeber Indien mit makelloser Bilanz. Mit je 11:1 Punkten folgten Aserbaidschan und Rumänien, beide hatten gegen die Ukraine unentschieden gespielt. Die Ukrainerinnen befanden sich folgerichtig bei 10:2 In der Verfolgergruppe, die acht Mannschaften umfasste. Aus den Top Ten der Setzliste lagen Deutschland, Frankreich und die USA nach je zwei Niederlagen mit 8:4 Punkten im vorderen Mittelfeld. Kasachstan (Nummer 10) lag mit 9:3 Punkten noch davor.
Indien gewann in Runde 7 gegen Aserbaidschan und bewahrte die weiße Weste. Da Rumänien zugleich gegen Georgien unterlag, hatte Indien nun zwei Punkte Vorsprung auf eine Verfolgergruppe mit Armenien, der Ukraine und Georgien (alle 12:2 Punkte).
Den ersten Punktverlust für Indien gab es in Runde 8 beim 2:2 gegen die Ukraine. Damit kam Georgien nach klarem Sieg über Armenien auf einen Punkt an die Gastgeberinnen heran. Bei je 13:3 Punkten standen nun die Ukraine, Polen, Bulgarien, Kasachstan und die Mongolei.
Tags darauf gewann Polen das Spitzenduell gegen Indien. Den entscheidenden Siegpunkt holte Oliwia Kiołbasa, die nunmehr bei 9 Punkten aus 9 Runden stand. Da Georgien gegen die Ukraine nicht über ein 2:2 hinauskam, ergab sich ein Zusammenschluss an der Spitze. Zwei Runden vor Schluss führten Indien, Polen, Georgien und Kasachstan mit je 15:3 Punkten. Das unmittelbare Verfolgerfeld bildeten fünf Mannschaften mit je 14:4 Zählen, darunter die Mannschaft des Deutschen Schachbundes.
Am vorletzten Tag spielte das Spitzenquartett unter sich. Dabei kam nur Indien (3,5:0,5 gegen Kasachstan) zu einem Sieg und übernahm die alleinige Tabellenführung mit 17:3 Punkten. Georgien und Polen trennten sich 2:2. Zu diesen beiden Teams schlossen die Ukraine (2,5:1,5 gegen Deutschland) und Aserbaidschan (4:0 gegen Armenien) auf. Weitere fünf Mannschaften standen bei 15:5 Punkten: neben Kasachstan noch das indische B- und C-Team sowie die USA und die Slowakei.
Spitzenreiter Indien konnte die hervorragende Ausgangsposition nicht nutzen. Die Damen des Gastgeberlandes unterlagen gegen die USA klar mit 1:3. Somit gingen die Ukraine (3:1 gegen Polen) und Georgien (3:1 gegen Aserbaidschan) noch an den Inderinnen vorbei. Die bessere Feinwertung sicherte der Ukraine Platz 1 vor Georgien. Indien rettete trotz der Niederlage einen knappen Feinwertungsvorsprung auf die USA und erreichte den Bronzeplatz. Die USA wurden Vierte vor Kasachstan.

## Ergebnisse

### Offenes Turnier
| Platz | Team            | S | U | N | MP | OSB   | BP   |
| ----- | --------------- | - | - | - | -- | ----- | ---- |
| 1     | Usbekistan      | 8 | 3 | 0 | 19 | 435   | 33   |
| 2     | Armenien        | 9 | 1 | 1 | 19 | 382,5 | 28,5 |
| 3     | Indien 2        | 8 | 2 | 1 | 18 | 427,5 | 32,5 |
| 4     | Indien          | 7 | 3 | 1 | 17 | 409   | 29   |
| 5     | USA             | 7 | 3 | 1 | 17 | 352   | 26,5 |
| 6     | Republik Moldau | 7 | 3 | 1 | 17 | 316,5 | 28,5 |
| 7     | Aserbaidschan   | 7 | 2 | 2 | 16 | 351,5 | 27,5 |
| 8     | Ungarn          | 7 | 2 | 2 | 16 | 341,5 | 28,5 |
| 9     | Polen           | 6 | 4 | 1 | 16 | 322,5 | 27   |
| 10    | Litauen         | 7 | 2 | 2 | 16 | 297   | 27   |
|       |                 |   |   |   |    |       |      |
| 18    | Deutschland     | 7 | 1 | 3 | 15 | 321   | 26,5 |
|       |                 |   |   |   |    |       |      |
| 23    | Österreich      | 7 | 1 | 3 | 15 | 283,5 | 25,5 |
|       |                 |   |   |   |    |       |      |
| 51    | Schweiz         | 6 | 1 | 4 | 13 | 261,5 | 25   |
|       |                 |   |   |   |    |       |      |
| 54    | Belgien         | 6 | 1 | 4 | 13 | 239   | 23,5 |
|       |                 |   |   |   |    |       |      |
| 99    | Luxemburg       | 5 | 1 | 5 | 11 | 171,5 | 20   |
|       |                 |   |   |   |    |       |      |
| 165   | Liechtenstein   | 3 | 1 | 7 | 7  | 106,5 | 16   |

### Frauenturnier
| Platz | Team          | S | U | N | MP | OSB   | BP   |
| ----- | ------------- | - | - | - | -- | ----- | ---- |
| 1     | Ukraine       | 7 | 4 | 0 | 18 | 413,5 | 30,5 |
| 2     | Georgien      | 8 | 2 | 1 | 18 | 392   | 29   |
| 3     | Indien        | 8 | 1 | 2 | 17 | 396,5 | 29   |
| 4     | USA           | 8 | 1 | 2 | 17 | 390   | 31,5 |
| 5     | Kasachstan    | 8 | 1 | 2 | 17 | 352   | 28   |
| 6     | Polen         | 7 | 2 | 2 | 16 | 396   | 30   |
| 7     | Aserbaidschan | 7 | 2 | 2 | 16 | 389   | 29,5 |
| 8     | Indien 2      | 7 | 2 | 2 | 16 | 369,5 | 30   |
| 9     | Bulgarien     | 7 | 2 | 2 | 16 | 361   | 29,5 |
| 10    | Deutschland   | 8 | 0 | 3 | 16 | 344,5 | 29   |
|       |               |   |   |   |    |       |      |
| 36    | Österreich    | 6 | 1 | 4 | 13 | 290   | 26,5 |
|       |               |   |   |   |    |       |      |
| 43    | Belgien       | 5 | 3 | 3 | 13 | 261,5 | 26,5 |
|       |               |   |   |   |    |       |      |
| 48    | Schweiz       | 6 | 1 | 4 | 13 | 236   | 24   |

### Brettpreise

#### Offenes Turnier
| Medaille | Brett 1                                 | Brett 2                              | Brett 3                            | Brett 4                                 | Brett 5                              |
| -------- | --------------------------------------- | ------------------------------------ | ---------------------------------- | --------------------------------------- | ------------------------------------ |
| Gold     | Gukesh D (9/11; TPR 2867)               | Nihal Sarin (7½/10; TPR 2774)        | David Howell (7½/8; TPR 2898)      | Jahongir Vakhidov (6½/8; TPR 2813)      | Mateusz Bartel (8½/10; TPR 2778)     |
| Silber   | Nodirbek Abdusattorov (8½/11; TPR 2803) | Nikolas Theodorou (7½/9; TPR 2764)   | Erigaisi Arjun (8½/11; TPR 2767)   | Paulius Pultinevičius (8½/10; TPR 2787) | Robert Howhannisjan (8/11; TPR 2679) |
| Bronze   | Magnus Carlsen (7½/9; TPR 2803)         | Nodirbek Yoqubboyev (8/11; TPR 2759) | R. Praggnanandhaa (6½/9; TPR 2767) | Jaime Santos Latasa (8/10; TPR 2729)    | Wolodymyr Onyschuk (7/9; TPR 2642)   |

#### Frauenturnier
| Medaille | Brett 1                            | Brett 2                             | Brett 3                           | Brett 4                                | Brett 5                            |
| -------- | ---------------------------------- | ----------------------------------- | --------------------------------- | -------------------------------------- | ---------------------------------- |
| Gold     | Pia Cramling (9½/11; TPR 2532)     | Nino Baziaschwili (7½/10; TPR 2504) | Oliwia Kiołbasa (9½/11; TPR 2565) | Bat-Erdene Mungunzul (8½/10; TPR 2460) | Jana Schneider (9/10; TPR 2414)    |
| Silber   | Eline Roebers (7½/10; TPR 2532)    | Anna Musytschuk (7/10; TPR 2472)    | Anna Uschenina (7½/9; TPR 2528)   | Maria Malicka (7/9; TPR 2453)          | Ülviyyə Fətəliyeva (5/8; TPR 2323) |
| Bronze   | Zhansaya Abdumalik (7/9; TPR 2529) | Khanim Balajayeva (7/9; TPR 2454)   | R. Vaishali (7½/11; TPR 2452)     | Tania Sachdev (8½/10; TPR 2460)        | Divya Deshmukh (7/9; TPR 2298)     |

### Gaprindaschwili-Cup
In der nach der früheren Schachweltmeisterin Nona Gaprindaschwili benannten Wertung werden die Ergebnisse der beiden Turniere zusammengefasst. Erstes Kriterium ist dabei die addierte Platzziffer (PZ) aus beiden Turnieren. Es folgen dann die weiteren Wertungen wie in den Einzeltabellen.
| Platz | Team          | PZ | MP | OSB   | BP   |
| ----- | ------------- | -- | -- | ----- | ---- |
| 1     | Indien        | 7  | 34 | 805,5 | 58   |
| 2     | USA           | 9  | 34 | 742   | 58   |
| 3     | Indien B      | 11 | 34 | 797   | 62,5 |
| 4     | Armenien      | 14 | 35 | 715,5 | 57   |
| 5     | Aserbaidschan | 14 | 32 | 740,5 | 57   |
| 6     | Polen         | 15 | 32 | 718,5 | 57   |
| 8     | Kasachstan    | 22 | 32 | 674,5 | 55,5 |
| 9     | Deutschland   | 28 | 31 | 665,5 | 55,5 |
| 10    | Litauen       | 28 | 31 | 595   | 54   |

## Zwischenfälle
In der fünften Runde unterlief einem Schiedsrichter ein auf diesem Niveau ungewöhnlicher Fehler. Im Wettkampf zwischen der Mongolei und Norwegen reklamierte Großmeister Aryan Tari irrtümlich Remis wegen dreifacher Stellungswiederholung in einer ansonsten für ihn nachteiligen Stellung gegen Großmeister Bajarsaichany Gündawaa. Der Schiedsrichter prüfte den Antrag und entschied auf Remis, obwohl tatsächlich keine dreifache Stellungswiederholung vorlag. Der Wettkampf endete 2:2. Ein mongolischer Protest gegen die Remiswertung blieb erfolglos, da er offenbar zu spät kam, um die Partie noch sinnvoll fortzusetzen.
Im Wettkampf der achten Runde zwischen Hongkong und Haiti provozierten die Spieler Lut Yin Luke Lau und Jude Mirvens Guillaume bereits nach sechs Zügen eine dreifache Stellungswiederholung, um damit die Regel zu unterlaufen, wonach Remisvereinbarungen erst nach dem 30. Zuge erlaubt waren. Das Verhalten wurde als Unsportlichkeit beider Spieler betrachtet und die Partie für beide Spieler als verloren gewertet. Der Wettkampf endete 2:1 für Hongkong.
Auffällig war, dass im unteren Leistungsbereich zahlreiche Spieler selbst die elementaren Spielregeln nicht komplett kannten und dadurch widersinnige Partien gespielt wurden, was auch die Schiedsrichter nicht in allen Fällen befriedigend lösen konnten.